# Brandschutzgutachter
Ein Brandschutzgutachter ist ein Sachverständiger für den baulichen, technischen und organisatorischen Brandschutz. In der Regel beschäftigt er sich nicht mit der Ermittlung von Brandursachen.
Das Aufgabengebiet besteht hauptsächlich in der Beratung von Bauherrn und Betreibern von Sonderbauten (z. B. gewerblichen Bauten, öffentlichen Gebäuden, Hochhäusern, Schulen, Krankenhäusern, Einkaufszentren usw.) sowie in der Erstellung von Brandschutzkonzepten und -gutachten für diese Gebäude.
Die Bezeichnungen Gutachter und Sachverständiger sind nicht geschützt und können daher von jedem verwendet werden.
Die Industrie- und Handelskammern (IHK) haben die staatliche Aufgabe übernommen, Sachverständige öffentlich zu bestellen und zu vereidigen. Dieses Zulassungsverfahren ist langwierig, mit Auflagen verbunden und dokumentiert eine besondere Sachkunde. Die IHK veröffentlicht im Internet eine Liste aller öffentlich bestellten und vereidigten Sachverständigen (bspw.).
Weiter werden in einigen Bundesländern Sachverständige von der Oberen Bauaufsicht zugelassen, und es gibt Institute wie z. B. EIPOS, die Sachverständige und Fachplaner ausbilden.